# Дитрих I (Ветини)
Дитрих I или Тидрико (на немски: Dietrich I, * ок. 916, † ок. 976) е първият известен от саксонския род Ветини, граф на Лизгау през 10 век.
Според хрониста Титмар фон Мерзебург († 1018) (Chronica VI, 50 (34), Дитрих I произлиза от племето на Буциките, син е на Тидрикус (de tribu, quae Buzici dicitur, et de patre Thiedrico originem duxisse) и расте в двора на маркрафа на Майсен Рикдаг († 985), роднина по бащина линия (Hic Rigdago marchioni, agnato suimet, ab infancia serviebat). Според Август II Силни той произлиза от легендарния херцог на Саксония (от 755 до 7 януари 810 г.) Видукинд.
Той има със съпругата си Юта от Мерзебург (или Имма) два сина:
- Дедо I (Деди) (* ок. 960; † 13 ноември 1009), граф на Ветин
- Фридрих I (* ок. 960; † 5 януари 1017), граф на Ветин и Айленбург.

Дитрих I умира вероятно през 976 г. в битка против унгарците. Неговият син Дедо I завежда през 976 г. майка си като пленичка при конфликт в Бохемия.